# Khasraj-e Mezbān
Khasraj-e Mezbān är en ort i Iran.   Den ligger i provinsen Khuzestan, i den västra delen av landet, 500 km sydväst om huvudstaden Teheran. Khasraj-e Mezbān ligger 40 meter över havet och antalet invånare är 405.
Terrängen runt Khasraj-e Mezbān är mycket platt. Runt Khasraj-e Mezbān är det ganska tätbefolkat, med 144 invånare per kvadratkilometer. Närmaste större samhälle är Kāz̧em Ḩamd, 10,1 km nordväst om Khasraj-e Mezbān. Omgivningarna runt Khasraj-e Mezbān är i huvudsak ett öppet busklandskap.